# Тиша (фільм, 1960)
«Тиша» — радянський чорно-білий художній фільм-драма 1960 року режисера Олександра Карпова, знятий на кіностудії «Казахфільм».

## Сюжет
Старому машиністу Хакіму Оспанову запропонували посаду начальника станції «Тиша», від якої він відмовився. Хакім вирушив до Алма-Ати в управління. Після слів провідника «Скоро „Тиша“», Оспанов вирішив подивитися на цю станцію, повз якої він тридцять років водив свій паровоз. Він вийшов на станції на хвилинку і залишився. Виявилося, що назва станції не відповідає дійсності й там відбувається доволі багато подій. У кожного тут своя мета, своя мрія. Молодь мріє про відкриття вечірньої школи. Черговий по станції Нартай мріє здійснити подвиги. Оспанов втягнувся у колообіг подій. Він не тільки добився відкриття вечірньої школи, але й почав у ній викладати, а коли на станцію обрушився потік вантажів для комбінату, що будується, Оспанов зовсім забув про «тишу».

## У ролях
- Канабек Байсеїтов — Оспанов Хакім Оспанович, начальник станції
- Раїса Куркіна — Ольга Петровна, вчителька
- Олександр Карпов — Сафонов Сергій Петрович, вчитель історії
- Мухтар Бахтигєрєєв — Нартай, диспетчер
- І. Шалабаєва — Гуля Шалімова
- Артур Нищонкин — Борис, молодий обхідник
- Серке Кожамкулов — старий обхідник
- Шахан Мусін — Нургалі, начальник станції
- Г. Утепова — Гайні, дружина Оспанова
- Павло Шпрингфельд — Головін, директор школи
- Леонід Ясиновський — Мороз, учень вечірньої школи
- Ю. Сорокин — геолог
- Костянтин Єрошкін — Макарка, син Ольги Петрівни
- Зінаїда Морська — пасажирка на вокзалі
- Шамши Тюменбаєв — дорожній обхідник
- С. Єлюбаєв — епізод
- Григорій Самойлін — епізод
- Н. Омарова — епізод

## Знімальна група
- Режисер — Олександр Карпов
- Сценарист — Борис Тьоткін
- Оператор — Михайло Аранишев
- Композитори — Євген Брусиловський, Анатолій Бичков
- Художник — Юрій Вайншток